# Skulptur der Madame Desbassayns

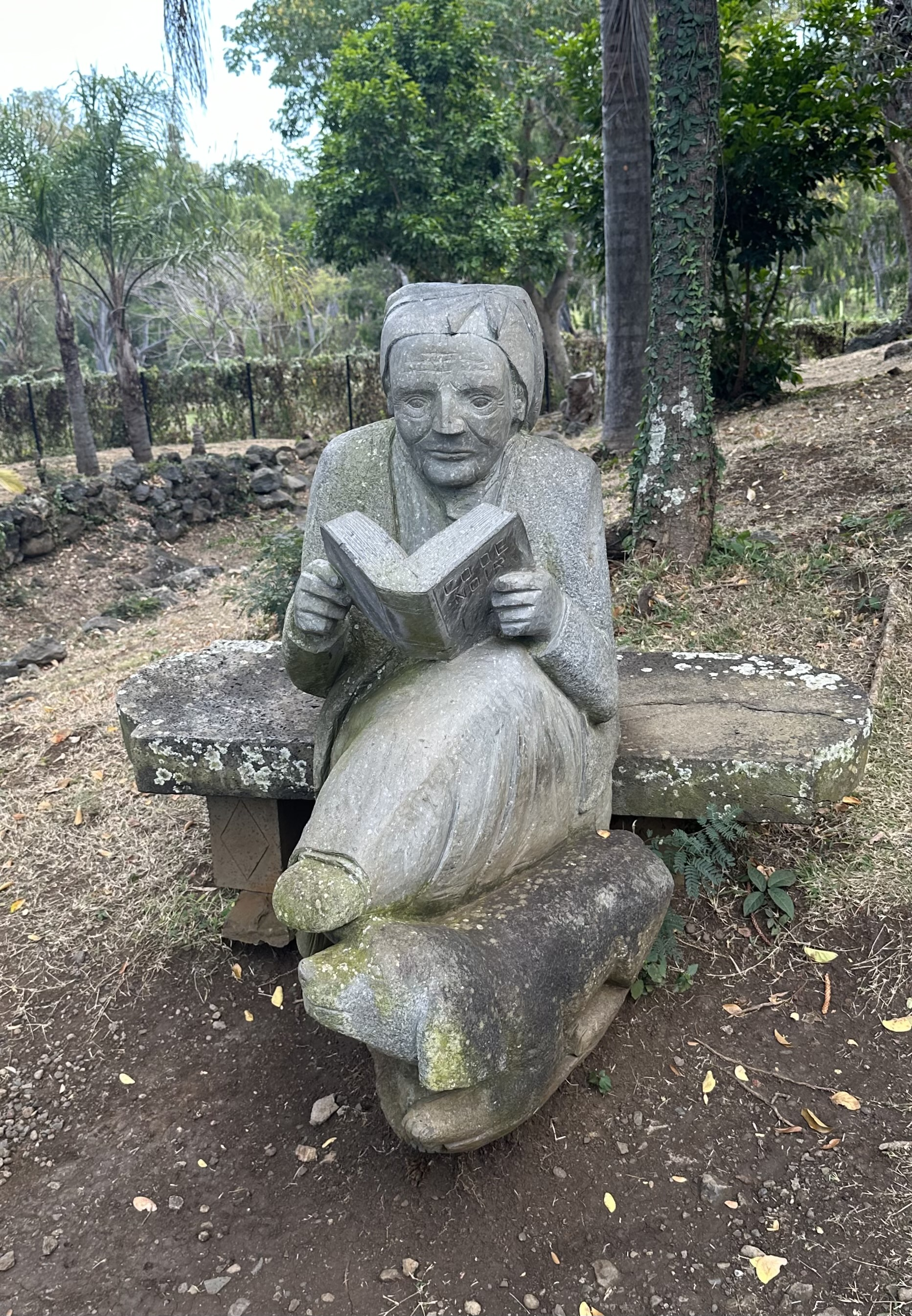
Skulptur der Madame Desbassayns, 2024

Die Skulptur der Madame Desbassayns ist eine Skulptur in der Gemeinde Saint-Paul auf der französischen Insel Réunion.

## Lage
Die Skulptur befindet sich in Villèle auf dem Museumsgelände des Musée de Villèle, nordöstlich des historischen Herrenhauses.

## Geschichte und Gestaltung
Geschaffen wurde die Skulptur im Jahr 2006 von dem auf Réunion lebenden Bildhauer Marco Ah-Kiem. Die aus Basalt gefertigte Skulptur zeigt Madame Marie-Anne Thérèse Ombline Desbassayns (1755–1846) auf einer Bank sitzend und im Code Noir lesend. Links zu ihren Füßen befindet sich ein Hund. Die Bank ist so gestaltet, dass sich beiderseits neben die Figur Passanten bzw. Museumsbesucher setzen können.
Sie war Mitglied der Familie Panon-Desbassayns und lebte im benachbarten Herrenhaus. Nach dem Tod ihres Ehemanns führte sie die Plantage und die hier betriebene Sklaverei fort. Sie gilt als Symbolfigur einer rücksichtslosen Sklavenhalterin, wobei diese Charakterisierung umstritten ist. Der von der Figur gelesene Code Noir ist das bis zur Abschaffung der Sklaverei im Jahr 1848 geltende Regelwerk für die Sklavenhaltung.